# La chimera
La chimera is een Italiaans-Frans-Zwitserse film uit 2023, geregisseerd en mede geschreven door Alice Rohrwacher.

## Verhaal
La chimera kan vrij vertaald worden als de onbereikbare droom, waar veel mensen naar op zoek zijn. Arthur is een jonge Britse archeoloog die in de jaren 1980 betrokken raakt bij een internationaal netwerk van gestolen Etruskische artefacten. Hij komt in contact met de "tombaroli", zoals de grafrovers in Italië genoemd worden.

## Rolverdeling
| Acteur              | Personage |
| ------------------- | --------- |
| Isabella Rossellini |           |
| Josh O'Connor       | Arthur    |
| Alba Rohrwacher     |           |
| Carol Duarte        |           |
| Vincenzo Nemolato   |           |

## Productie
De film, die is verdeeld in een wintersegment en een zomersegment, werd in twee afzonderlijke schema's opgenomen. De camera's draaiden in Toscane in februari 2022 voor de winteropnames. Daarna werd het filmen in augustus 2022 hervat in Italië en er volgden ook filmopnames in Zwitserland.

## Release en ontvangst
La chimera ging op 26 mei 2023 in première in de officiële competitie van het Filmfestival van Cannes en kreeg een negen minuten lang durende staande ovatie. De film kreeg overwegend positieve kritieken van de filmcritici, met een score van 94% op Rotten Tomatoes, gebaseerd op 135 beoordelingen.

## Prijzen en nominaties
De belangrijkste:
| Jaar | Prijs                    | Categorie              | Genomineerde(n)  | Uitslag     |
| ---- | ------------------------ | ---------------------- | ---------------- | ----------- |
| 2023 | 36e Europese Filmprijzen | Beste acteur           | Josh O'Connor    | Genomineerd |
| 2023 | 36e Europese Filmprijzen | Beste productieontwerp | Emita Frigato    | Gewonnen    |
| 2023 | Filmfestival van Cannes  | Gouden Palm            | Alice Rohrwacher | Genomineerd |